# Fiat 12 HP
El Fiat 12 HP (también llamado Fiat 12/16 HP), es un automóvil construido por el fabricante italiano Fiat entre 1901 y 1902. Fue diseñado por el ingeniero italiano Giovanni Enrico, sucesor de Aristide Faccioli, que había diseñado los tres primeros modelos de Fiat.

## Características
Con este modelo, la casa turinesa experimentó el nuevo motor de cuatro cilindros, construido con doble bloque al acoplar dos motores de dos cilindros. El vehículo poseía tracción trasera y un motor de cuatro cilindros en línea con 3770 cc. Poseía caja de cambios manual de 3 velocidades.
De este modelo se construyeron 106 unidades, con un precio inicial de 12.000 libras italianas de la época. Fue el primer modelo de Fiat en ser exportado a otros países, principalmente Francia.
A finales del año 1901, se presentó una nueva versión equipada con un nuevo motor de 4 cilindros que llegaba a desarrollar 7475 cc y 28 CV de potencia, llegando a alcanzar una velocidad máxima de 90 km/h.

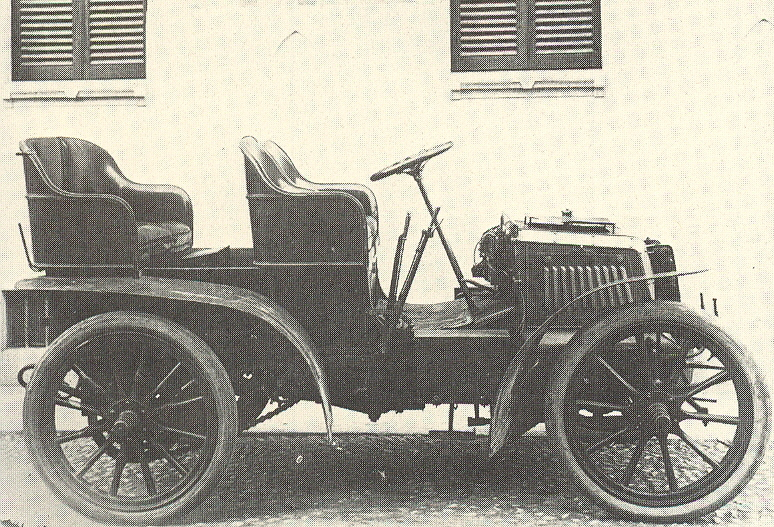
Fiat 12 HP doble Phaeton

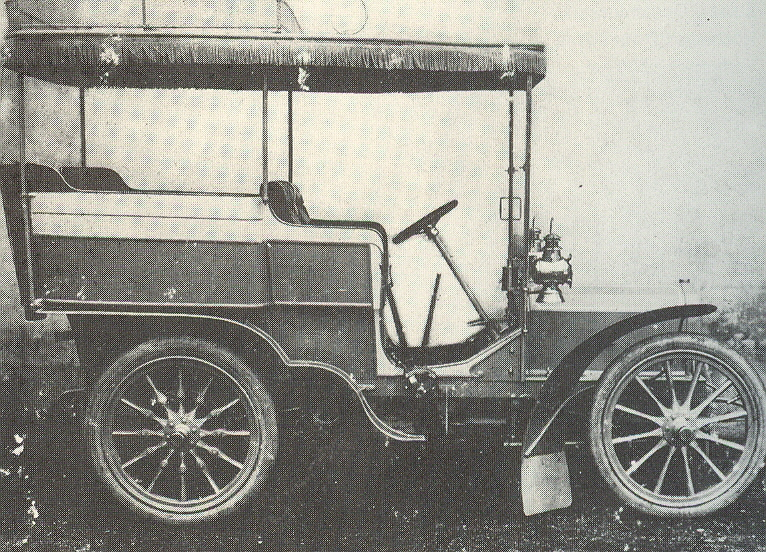
Fiat 12 HP 1901

## El 12 HP Corsa
Del modelo también se realizó un modelo de carreras, con el mismo motor de 7475 cc y que llegaba a alcanzar una velocidad máxima de 78 km/h, que el 24 de noviembre de 1902 ganó la carrera Villanova-Bolonia de 302 km, conducido por el piloto Gianni Nazzaro a una velocidad media de 35,094 km/h.